# 오이타현 선거구
오이타현 선거구(일본어: 大分県選挙区)는 일본의 참의원 선거구이다.

## 선거구 정보
| 지역      | 오이타현 전역          |
| 의원 정수 | 2명 (개선 정수 1명)    |
| 유권자 수 | 950,450명 (2022년 9월) |

## 역대 의원
| 홀수회                                           | 홀수회        | 짝수회        | 짝수회                          |
| 의원                                             | 선거          | 선거          | 의원                            |
| ------------------------------------------------ | ------------- | ------------- | ------------------------------- |
| 이와오 니조 (국민협동당)                         | 1947년 제1회  | 1947년 제1회  | 히토쓰마쓰 마사지 (일본자유당)  |
| 이와오 니조 (국민협동당)                         |               | 1950년 제2회  | 히토쓰마쓰 마사지 (자유당)      |
| 고토 후미오 (무소속)                             | 1953년 제3회  |               | 히토쓰마쓰 마사지 (자유당)      |
| 고토 후미오 (무소속)                             |               | 1956년 제4회  | 고토 요시타카 (자유민주당)      |
| 무라카미 하루조 (자유민주당)                     | 1959년 제5회  |               | 고토 요시타카 (자유민주당)      |
| 무라카미 하루조 (자유민주당)                     |               | 1962년 제6회  | 고토 후미오 (자유민주당)        |
| 무라카미 하루조 (자유민주당)                     | 1965년 제7회  |               | 고토 후미오 (자유민주당)        |
| 무라카미 하루조 (자유민주당)                     |               | 1968년 제8회  | 고토 후미오 (자유민주당)        |
| 구도 료헤이 (일본사회당)                         | 1971년 제9회  |               | 고토 후미오 (자유민주당)        |
| 구도 료헤이 (일본사회당)                         |               | 1974년 제10회 | 이와오 히데카즈 (자유민주당)    |
| 구도 료헤이 (일본사회당)                         |               | 1976년 보궐   | 고토 마사오 (오이타현 농민연맹) |
| 에토 세이시로 (국정에 새로운 바람을 보내는 모임) | 1977년 제11회 |               | 고토 마사오 (오이타현 농민연맹) |
| 에토 세이시로 (국정에 새로운 바람을 보내는 모임) |               | 1980년 제12회 | 고토 마사오 (자유민주당)        |
| 가지와라 게이기 (일본사회당)                     | 1983년 제13회 |               | 고토 마사오 (자유민주당)        |
| 가지와라 게이기 (일본사회당)                     |               | 1986년 제14회 | 고토 마사오 (자유민주당)        |
| 가지와라 게이기 (일본사회당)                     | 1989년 제15회 |               | 고토 마사오 (자유민주당)        |
| 가지와라 게이기 (일본사회당)                     |               | 1992년 제16회 | 구기미야 반 (자유민주당)        |
| 가지와라 게이기 (일본사회당)                     | 1995년 제17회 |               | 구기미야 반 (자유민주당)        |
| 가지와라 게이기 (일본사회당)                     |               | 1998년 제18회 | 나카미치 도시야 (자유민주당)    |
| 고토 히로코 (자유민주당)                         | 2001년 제19회 |               | 나카미치 도시야 (자유민주당)    |
| 고토 히로코 (자유민주당)                         |               | 2004년 제20회 | 아다치 신야 (민주당)            |
| 이소자키 요스케 (자유민주당)                     | 2007년 제21회 |               | 아다치 신야 (민주당)            |
| 이소자키 요스케 (자유민주당)                     |               | 2010년 제22회 | 아다치 신야 (민주당)            |
| 이소자키 요스케 (자유민주당)                     | 2013년 제23회 |               | 아다치 신야 (민주당)            |
| 이소자키 요스케 (자유민주당)                     |               | 2016년 제24회 | 아다치 신야 (민진당)            |
| 아다치 기요시 (무소속)                           | 2019년 제25회 |               | 아다치 신야 (민진당)            |
| 아다치 기요시 (무소속)                           |               | 2022년 제26회 | 고쇼 하루토모 (자유민주당)      |
| 시라사카 아키 (자유민주당)                       | 2023년 보궐   |               | 고쇼 하루토모 (자유민주당)      |

## 최근 선거 결과

### 2016년 (제24회)
|  | 48.13% |

|  | 47.94% |

|  | 3.92% |

### 2019년 (제25회)
|  | 49.55% |

|  | 46.06% |

|  | 4.39% |

### 2022년 (제26회)
|  | 46.58% |

|  | 37.37% |

|  | 7.28% |

|  | 4.43% |

|  | 2.20% |

|  | 2.14% |

### 2023년 (제25회 보궐)
|  | 50.04% |

|  | 49.96% |

## 같이 보기
- 오이타현 제1구
- 오이타현 제2구
- 오이타현 제3구